# 21650 Тілгнер
21650 Тілгнер (21650 Tilgner) — астероїд головного поясу, відкритий 17 липня 1999 року.
Тіссеранів параметр щодо Юпітера — 3,574.